# Jura Jura Teikoku
Jura Jura Teikoku (ゆらゆら帝国) (bukvalno "Drhtava Imperija") je tročlani sastav sa Tokijske underground scene centrirane oko Koendžija. Krasi ih električni zvuk koji se obično opisuje kao psihodelični rok. Iako su u Japanu visoko cenjeni i uticajni, trebalo im je 16 godina od osnivanja 1989 da prvi put zasviraju i van Japana, i to u Njujorku 2005-e.

## Istorija
Sastav Jura Jura Teikoku je oformljen 1989 sa pevačem Šintaro Sakamotom kao liderom, basistom Čijo Kamekavom i nizom drugih članova. Bubnjar Ičiro Šibata se pridružio bendu 1997 time formirajući krajnju postavu, i trio je ubrzo potpisao za Midi Rekords. Bend je objavio 5 studijskih albuma, jedan živi snimak, i dva albuma najvećih hitova za Midi.
2005-e, Jura Jura Teikoku potpisuje ugovor sa Soni Japan i tada objavljuju svoj deveti studijski album, "Sweet Spot", kao i mix 12-o inčnih “Soft Death / Frankie Teardrop" (Suicide cover). “Soft Death" je bio prihvaćen od strane dens zajednice, a "Sweet Spot" je bio proglašen za jedan od najboljih albuma te godine i u japanu, a i u inostranstvu. Bend je takođe objavio i živi album od materijala iz svojih Midi godina, nazvan な・ま・し・び・れ・な・ま・め・ま・い "na.ma.ši.bi.re.na.ma.me.ma.i" za Njujorkški Meš-Ki Rekords.
U oktobru iste godine, Meš-ki je organizovao dva nastupa u Njujorku (Njihov prvi nastup van Japana), koji su bili dočekan s oduševljenim kritikama od strane lokalnih medija. Stari i novi fanovi su se nakrcali u koncertnim dvoranama kako bi prisustvovali jedinstvenom nastupu benda.
Juna 2006-e, objavili su CD singl “つぎの夜へ” (U sledeću noć) kao i 12-o inčni remix "つぎの夜へ(remix)/順番には逆らえない(remix)" (U Sledeću noć / Ne možeš protiv sudbine). U Julu, Meš-Ki Rekords objavljuje 12-o inčni "Soft Death / ロボットでした" (Nežna smrt / To je bio robot) koji donosi i nove nastupe u Njujorku, koji su bili čak i posećeniji od prvih. 12-o inčni "Soft Death" je bio jako popularan i među DJ-evima kao što su Rub'N Tug i DJ Harvey.
2006-e, bend je bio hedlajner na brojnim Japanskim i Tajvanskim destivalima. Maja 2007-e, Meš-Ki objavljuje američku verziju "Sweet Spot". Iste godine bend kreće i na prvu Australijsku turneju.
Jula 2007-e, objavljuju singl “美しい" (Prelepi) a na jesen 2007-e objavljuju i prvi studijski album nakon dve i po godine, "空洞です" (Prazan sam). DFA Rekords u Novembru 2009-e kombinuje ova dva izdanja u puno CD izdanje.
31-og Marta, 2010-e, prema zvaničnom sajtu benda, nakon 21 godine zajedničkog rada oni se rastaju u prijateljskim odnosima navodeći da ih svirka "više ne uzbuđuje. Svaki član planira da nastavi da se bavi muzikom i ubuduće".
Šintaro Sakamoto osniva sopstvenu izdavačku kuću; "zelone rekords", i objavljuje svoj prvi solo single "In A Phantom Mood", 7-og Oktobra, 2011-e. Zelone objavljuje i njegov prvi solo album, "How To Live With A Phantom", 18-og Novembra, 2011-e.
Pevač Šintaro Sakamoto, koji je dizajnirao sav artwork benda je Jula 2007-e objavio svoju prvu antologiju ilustracija, "Šintaro Sakamoto Artworks 1994-2006" (Šogakukan). Basista Čijo Kamekava se pridružio sastavu "The Stars", koga vodi producent Jou Išihara (ex-White Heaven) od 1999. Objavili su tri studijska albuma.

## Članovi
- Šintaro Sakamoto (坂本慎太郎) – Vokal, gitara
- Čijo Kamekava (亀川千代) – Bas gitara
- Ičiro Šibata (柴田一郎) – Bubnjevi